# Epepeotes desertus
Epepeotes desertus är en skalbaggsart. Epepeotes desertus ingår i släktet Epepeotes och familjen långhorningar.

## Underarter
Arten delas in i följande underarter:
- E. d. desertus
- E. d. obscurus
- E. d. rhobetor

## Bildgalleri

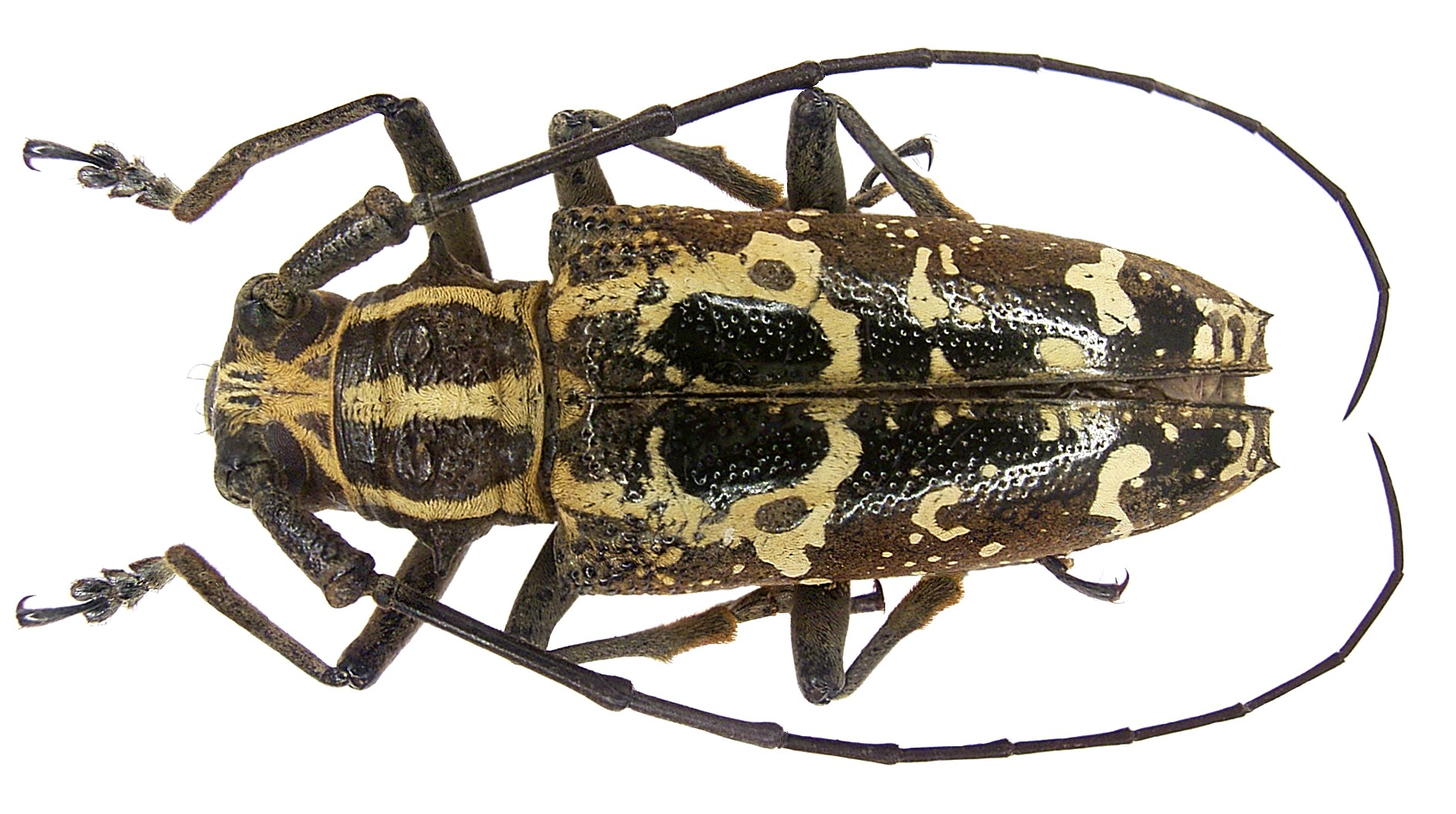